# Telfairia batesii
Espèce
Telfairia batesii Keraudren est une espèce de plantes à fleurs de la famille des Cucurbitaceae et du genre Telfairia , endémique du Cameroun.

## Étymologie
Son épithète spécifique batesii rend hommage au naturaliste américain George Latimer Bates qui la collecta à Bitye au début du XXe siècle (date incertaine).

## Description
Telfairia batesii est une liane grimpante ayant des tiges d’environ 50 cm.

## Distribution
Très rare, endémique, elle n'a d'abord été observée au Cameroun que sur un seul site, au bord du Dja, à Bitye, dans la région du Sud. Un autre spécimen aurait été récolté en 1970 à Njombe, sur la route Douala-Nkongsamba, mais l'existence d'un second site demande à être confirmée.